# Animal Crossing: New Horizons
Animal Crossing: New Horizons (з англ. — «Перехрестя тварин: Нові горизонти») — відеогра у жанрі симулятора життя, розроблена та видана Nintendo для ігрової консолі Nintendo Switch 20 березня 2020 року. Це п'ята гра у серії Animal Crossing.
У цій грі керований гравцем персонаж переїжджає на безлюдний острів після купівлі пакета послуг у Тома Нука. Досліджуючи острів у реальному часі, гравець може облаштовувати його, добувати предмети, ресурси, ловити живність, вирощувати рослини, спілкуватися з антропоморфними тваринами та багато іншого.
New Horizons створювалася ще з 2012 року. Розробники хотіли запровадити низку інноваційних елементів, яких не було раніше в основних іграх серії Animal Crossing, серед них, наприклад, механіка DIY, що дозволяє створювати предмети з різних матеріалів, або інструменти тераформування, що дозволяють створювати височини і річки, змінюючи форму острова. Водночас базовий геймплей, персонажі та художня стилістика залишилися загалом подібними до попередніх ігор серії. Гра розроблялася так, щоб надати гравцю найбільшу свободу для творчого самовираження.
New Horizons стала комерційно успішною грою та була високо оцінена критиками. Вона увійшла до списків бестселерів у низці країн Заходу і Далекого Сходу і стала 14 самою продаваємою відеогрою в історії. Її продаж штучно стримувався в Китаї. Успіх гри часто пояснюють тим, що її вихід припав на пандемію COVID-19, коли багато гравців були змушені залишатися вдома через карантинні заходи. Основна ігрова аудиторія New Horizons складається однаково з жінок та чоловіків. Їх вік найчастіше варіюється від 20 до 30 років, незважаючи на поширену думку, що ця гра призначена для дітей.
Критики хвалили New Horizons за її ескапістську природу, різноманітний ігровий процес, високий рівень настроюваності та приємну графіку, хоч і помітили, що гра вимагає багато часу та терпіння. New Horizons отримала низку премій та нагород.

## Ігровий процес
Як і в попередніх іграх Animal Crossing, New Horizons — це симулятор життя в реальному часі. Погода також підлаштовується під пори року Північної чи Південної півкулі, залежно від реального місцезнаходження гравця, вперше в серії Animal Crossing. Гра розповідає про жителя, якого гравець налаштував на початку гри і який, купивши пакет послуг у Тома Нука, переїжджає на безлюдний острів. Після того як Том Нук надає гравцеві необхідні речі, такі як намет, гра продовжується нелінійним способом, дозволяючи гравцеві грати в гру на свій розсуд лише з невеликою кількістю обмежень, які зменшуються в міру просування гравця.
Гравцеві надається відкритий доступ до природних ресурсів, таких як фрукти та деревина, які можна збирати та створювати з них різноманітні предмети та меблі. Окрім цього, гравець може ловити жуків і рибу, садити та вирощувати дерева та квіти, добувати природні ресурси, такі як каміння, і плавати в океані. Острів дає відкритий простір для розміщення предметів і декорування за вибором гравця. Певний доступний вміст, такі як живність, залежить від сезону та з'являється лише протягом обмеженого періоду року. Виконання простих завдань винагороджує гравця «Мілями Нука», якими можна придбати преміальні винагороди в Резидентних службах. Іншу валюту «Дзвіночки», можна використовувати для покупки інших товарів і послуг. Ще одна особливість, пропонована на ранньому етапі, — це аеропорт «Dodo Airlines»; через Dodo Airlines та квитки, придбані Мілями Нука, гравець може відвідувати інші острови, щоб здобувати ресурси та зустрічатися з іншими антропоморфними жителями. Гравець може запросити інших жителів, яких він зустріне, на свій острів.

Два гравці на одному острові через багатокористувацький режим.

Гравець прилітає на острів з двома іншими випадковими антропоморфними жителями, які також купують пакет послуг; ці жителі житимуть поруч із гравцем і з ними можна буде взаємодіяти, будуючи стосунки. Коли гравець досяг достатнього прогресу в грі, Том Нук дає більше свободи для розширення містечка. Інші власники магазинів відвідають і оселяться на острові; власник музею Блезерс, який демонструватиме риб, жуків, морських істот, скам'янілості та предмети мистецтва, пожертвувані гравцем; сестри Мейбл і Сейбл, які продають одяг, інші аксесуари та речі створені гравцями; Тіммі і Томмі, які керують магазином, що спеціалізується на продажу меблів та інших предметів. Цей магазин називається Крамниця Нука (англ. Nook's Cranny). Згодом основна площа розшириться до ратуші, якою керуватиме Том Нук з секретаркою Ізабель; інші будівлі та жителі заселять громаду, а старі намети та магазини переростуть у більш постійну структуру, які можна переміщувати за вибором гравця. Після цього острову буде присвоєно зірковий рейтинг із п'яти, зазвичай починаючи з однієї зірки. У міру подальшого розвитку острова рейтинг острова зростатиме. Після досягнення рейтингу в три зірки К.К. Слайдер, популярний музикант, відвідає острів і дасть концерт на острові, позначаючи «кінець» гри під час титрів. Після цього гравець отримує більше можливостей для налаштування острова, наприклад можливість будувати та руйнувати скелі, водойми та стежки, що в просторіччі називається тераформуванням.

### Оновлення
Оскільки гра залежить від сезонних змін, New Horizons отримує часті оновлення, додаючи нові сезонні предмети, події та іноді нові ігрові функції. Більшість оновлень базується на національних святах, причому перше оновлення було присвячено «Дню зайця» у квітні 2020 року та базувалося на Великодніх святах. Згодом з'явилися інші сезонні оновлення, зокрема «День природи» (День Землі), Перше травня, Хелловін, «День індички» (День подяки) і «День іграшок» (Різдво). Інші популярні сезонні події, такі як літо, також прийшли з новими предметами. Кожне відповідне оновлення також містило популярних персонажів із минулих ігор Animal Crossing. З кожним оновленням острів змінювався, і острів гравця часто прикрашали з нагоди. Окрім сезонних змін, Nintendo також випустила тематичні предмети з інших популярних медіа, такі як вбрання та декор Маріо на святкуванні 35-річчя франшизи.
У жовтні 2021 року на спеціальному випуску Nintendo Direct, присвяченому New Horizons, Nintendo оголосила, що оновлення версії 2.0 вийде наступного місяця і стане останнім великим безкоштовним контентним оновленням для гри. Оновлення додало повернення персонажів Кепп'на, Брюстера, причому останній принес нові активності в гру. Кепп'н з’являється з човном на пірсі після того, як гравець досягне 3-зіркового рейтингу острова. Він проводить таємничі тури на безлюдні острови, де можна знайти рідкісні ресурси. Брюстер відкриває кафе у кутку музею, де гравці можуть купити чашку кави за 200 дзвіночків. Острів Харві був оновленний, дозволяючи гравцям знаходити нові товари та послуги в магазинах там. Серед інших нововведень — можливість викопувати гіроїди, встановлювати постанови та готувати страви. Оновлення вийшло 3 листопада 2021 року.

#### Happy Home Paradise
Разом з останнім великим оновленням для New Horizons було анонсовано платне завантажуване доповнення під назвою Happy Home Paradise. Подібно до спін-офу 2015 року Animal Crossing: Happy Home Designer, це розширення дозволяє гравцям відвідувати віддалений острів і створювати будинки для відпочинку мешканців, а також додає нові варіанти кастомізації, які можна використовувати і на особистому острові після їх вивчення. Доповнення Happy Home Paradise вийшло 5 листопада 2021 року.

## Розробка
Розробку нової основної серії гри Animal Crossing для Nintendo Switch було підтверджено в Nintendo Direct 13 вересня 2018 року з невизначеною датою виходу в 2019 році. Незважаючи на те, що гру було анонсовано в 2018 році, директор гри Ая Кьоґоку підтвердила, що розробка гри почалася в 2012 році, незабаром після оригінального релізу Animal Crossing: New Leaf для Nintendo 3DS в Японії; вона розповіла, як концепції для гри формувалися задовго до того, як існували ідеї для Nintendo Switch. Хісаші Ноґамі та Кацуя Еґучі повторили свої ролі продюсерів гри.
Nintendo опублікувала назву гри та перший трейлер на E3 2019 11 червня 2019 року. Гру було відкладено до 20 березня 2020 року, коли Йошіакі Коїдзумі заявив, що «для того, щоб гарантувати хорошу якість гри, Nintendo довелося попросити гравців почекати ще трохи». Президент Nintendo of America Дуґ Боузер назвав головною причиною затримки прагнення уникнути кризу та підтримувати здоровий баланс між роботою та особистим життям для працівників Nintendo. У відповідь на затримку, вартість Nintendo на фондовому ринку впала на 3,5 %, що склало загальну втрату вартості на понад 1 мільярд доларів США.
Кьоґоку заявила, що успіх серії Animal Crossing був зумовлений тим фактом, що розробники роблять кожну гру досить відмінною від попередньої, щоб привернути увагу новачків, але зберігаючи основну концепцію для гравців, які повертаються. Кьоґоку та Ноґамі заявили, що вони вибрали безлюдний острів як місце дії гри, щоб відрізнити її від попередніх ігор Animal Crossing, дія яких розгортається у встановлених містечках, та надати більше свободи для налаштування світу гри. Крім того, безлюдний острів забрав усталені параметри в серії, щоб дозволити різні ідеї та взаємодію гравців. Інші концепції, такі як Інтернет і багатокористувацька гра, вдалося реалізувати, на відміну від попередніх ігор, завдяки вдосконаленому апаратному забезпеченню. Кьоґоку подбала про баланс впровадження нових і свіжих ідей, зберігаючи при цьому основні елементи, щоб задовольнити довгострокових шанувальників серії.
Розробники були дуже розчаровані, коли цикл випуску гри збігся з пандемією COVID-19. Через карантин під час пандемії Кьогоку сподівалася, що гра стане «втечею» для тодішніх шанувальників. Вона наголошувала на глобальному випуску, щоб забезпечити міжнародні зв'язки між гравцями.

### Ігрові механіки та концепції
Розробники подбали про те, щоб зробити гру не лише приємною для нових гравців, але й зберегти основні концепції попередніх ігор, щоб залишити щасливими старших шанувальників серії. Було реалізовано систему крафтингу, яка дозволила гравцеві уникнути того, щоб у нього закінчилося чим зайнятися після закриття ігрових магазинів. Вона згадала, як D.I.Y. тримала б гравців у темі гри, взаємодіючи та використовуючи природне середовище на свою користь. Кьоґоку звернула увагу на гравців, які почали грати в ігри Animal Crossing через мобільні застосунки, такі як Animal Crossing: Pocket Camp, реалізувавши функцію Мілей Нука, яка показувала б гравцям, яких видів діяльності та концепцій вони можуть досягти, винагороджуючи їх за це. Система Мілей Нука також винагороджує гравця за виконання звичайних завдань і збір матеріалів, які продавалися б дешево, щоб гравець не шукав лише дорогі матеріали. Для багатокористувацької гри було зроблено акцент на доступність меблів і одягу та налаштування, щоб гравці могли пишатися своїми островами.
Крім того, розробники помітили, що гравці неодноразово перезапускали ігри в попередній серії знову і знову, сподіваючись отримати острівну форму, яку вони хочуть. У зв'язку з цим на початку гри тепер можна обрати одну з чотирьох форм острову. Іншою проблемою, яку вони помітили, була «подорож у часі»; завдяки тому, що гра працює в режимі реального часу, гравці змінюють годинник на консолі, щоб перенести себе далі в майбутнє, щом їм не потрібно було чекати в режимі реального часу. Щоб уникнути цього, вони подбали про те, щоб ландшафтний дизайн і ремесла не мали жодних обмежень щодо часу очікування. Вони також пов'язали сезонні події з оновленнями замість того, щоб впроваджувати вміст у гру з самого початку, щоб гравці не могли подорожувати в часі і отримувати ексклюзивні предмети. Відсоткову ставку в банківській системі гри також було знижено, щоб зменшити стимул до подорожей у часі. Незважаючи на те, що розробники не планували подорожувати в часі як ідеальний спосіб гри, вони не відмовлялися від цієї концепції повністю.

### Графіка
Художній директор гри Кодзі Такахаші керувався філософією «тригера гри». З цією ідеєю острів було спроєктовано під кутом 45 градусів, подібно до циліндра, тобто з "вигнутої" перспективи, де гравець міг бачити події на задньому плані, які мали "спровокувати" його на подальше дослідження або взаємодію. Роблячи повсякденну концепцію простою та легкою для сприйняття, це змусило б гравця досліджувати її далі та мати можливість легко підібрати новий матеріал. Якби мистецтво гри було складним і реалістичним, за словами Такахаші, гравець міг би отримати занадто багато інформації та ускладнити прогрес гри. Простий дизайн дозволило розташувати декілька об'єктів близько один до одного, наприклад квіти, або дозволити спрощеним об'єктам доповнювати інші.
Залишивши порожній простір і спрощений дизайн, з простою графікою та невеликою складністю природи, Такахаші пояснює, як це змусить гравця спробувати заповнити цю прогалину своїми власними перспективами та ідеями, що називається «розривом уяви», і додатковою мотивацією до створення власних дизайнів та простору із доступними функціями. У грі трава схожа на шашкову дошку. Хоча ця концепція була в  лише в деяких попередніх іграх через відсутність технічної складності, концепція залишилася, тому що вона могла використовуватися як форма вираження для гравця та дозволяла йому концептуалізувати ідеї з «розривом уяви».
Арт-дизайнер Хіромі Сугімото подбав про те, щоб меблі спонукали до мотивації та наполегливої роботи, а отже спонукали гравця до спілкування з іншими, щоб продемонструвати свої досягнення. Він переконався, що меблі можуть бути налаштовані гравцем, щоб забезпечити різницю між островами, яка мотивувала б відвідувати інших і бачити унікальні ідеї. Кожна модель меблів була розроблена так, щоб мати «подібність» до неї, яка точно показувала б, чого очікувати і що бачить гравець; меблі і предмети реалізували різні частини того, як гравці бачать об'єкт, як він виглядав, і об'єднали загальні ідеї в одну модель. Звідти, використовуючи «розрив уяви», гравець міг заповнювати дрібнішу інформацію, яку він очікував, і далі уявляти, як він міг би використати предмет.

### Реліз
Дата виходу New Horizons 20 березня 2020 року збіглася з датою Doom Eternal від id Software. Через очікуваний попит на обидві ігри та у світлі пандемії COVID-19 GameStop вирішив розпочати продажі Doom Eternal на день раніше, 19 числа, щоб мінімізувати скупчення людей. Різкий контраст у тонах між обома іграми в поєднанні з тим, що вони були випущені в той самий день, спонукав фанатів обох серій відсвяткувати збіг, створивши легковажний кросовер, у якому Doom Guy та Ізабель були «найкращими друзями». Коли New Horizons було випущено 20 березня 2020 року, роздрібний продавець відеоігор EB Games викликав критику за те, що дозволив фанатам, які попередньо замовили гру разом із Doom Eternal, зібратися в чергу у своєму флагманському канадському закладі на Йондж-стріт, Торонто, під час пандемії COVID-19 у країні, коли всі рівні влади закликали громадськість закрити маловажливі підприємства та дотримуватися соціального дистанціювання.
Торкаючись New Horizons в інтерв'ю Polygon у грудні 2020 року, Дуґ Боузер заявив, що гра продана «далеко за межі очікувань», і привітав розробників за їхні зусилля. Він зазначив, що гра продовжуватиме отримувати оновлення протягом усього 2021 року.

## Огляди та критика
| Агрегатор  | Оцінка |
| ---------- | ------ |
| Metacritic | 90/100 |

| Видання       | Оцінка |
| ------------- | ------ |
| 4Players      | 8.5/10 |
| Famitsu       | 38/40  |
| Game Informer | 9/10   |
| GameSpot      | 9/10   |
| GamesRadar+   | [ 57 ] |
| IGN           | 9/10   |
| Nintendo Life | [ 59 ] |
| PCMag         | 4/5    |
| Pocket Gamer  | 5/5    |
| USgamer       | 4.5/5  |
| VentureBeat   | 95/100 |

Animal Crossing: New Horizons отримала «всесвітнє визнання» згідно з агрегатором рецензій Metacritic, ставши грою з найвищим рейтингом у серії на вебсайті. Однак гра була піддана «бомбардуванням рецензіями» через систему локальної багатокористувацької гри та профілів. Гра була названа найкращою в серії і отримала ідеальну оцінку від Nintendo Life і Pocket Gamer.
Більшість користувалася системою Мілей Нука, стверджуючи, що вона дає гравцеві чим зайнятися і дає мету для досягнення. Ден Салліван, написав для Pocket Gamer, що йому сподобалося, як це дало гравцеві «додатковий напрямок». У USGamer також пожартували, що ніхто не може скаржитися, що немає чим зайнятися. «Зроби це сам» система також була високо оцінена у Nintendo Life, вони звернули увагу на те, що жоден ресурс не є марним. Расс Фруштік з Polygon високо оцінив здатність до необмеженої творчості, яка дозволила гравцеві спроектувати острів з меблями та плануванням будівель, що призвело до «справжнього представлення гравця, який його створив». Заступник редактора Eurogamer Мартін Робінсон заявив, що, у грі є кілька дуже вражаючих покращень, які дозволили створити набагато чіткішу загальну структуру, що дало грі краще відчуття та згуртованість, ніж будь-коли раніше.
Критики з GameSpot та Game Informer високо оцінили творчу свободу та контроль, які пропонує гра, наприклад можливість вибирати, де розміщувати будівлі та мости. Зокрема, додаток Island Designer отримав похвалу за його здатність створювати природні структури, хоча були незначні скарги щодо того, що гравець не міг розширити острів, а міг лише змінити його форму. У GamesRadar+ оцінили збереження старих персонажів і концепцій із додаванням нових ігрових механізмів.
Стівен Скейф, у журналі Slant Magazine був більш критичним щодо гри, стверджуючи, що «консолідуючи стільки влади в руках окремого гравця, New Horizons загрожує перевернути бачення Animal Crossing щодо спільного життя».
Багато хто скаржився на часові обмеження на ранніх етапах гри. Оскільки гра працює в режимі реального часу, більшість доступних ресурсів поповнюється наступного дня, і рецензентам на початку мало що потрібно зробити. Семюел Клейборн з IGN відмовився від подорожі в часі в попередніх іграх, але зрештою його спокусили перевести системний годинник на 15 днів вперед, коли було розблоковано більше інструментів, і почати, як він вважав, коли гра буде розвиватися швидше. 4Players насолоджувалися відсутністю тиску, пов'язаного з часом, і можливістю подорожувати в часі, якщо це бажано.
Окрім самого ігрового процесу, New Horizons отримали визнання за час випуску, вийшовши саме тоді, коли посилювалися накази залишатися вдома. Рецензентка Лоурін Стремп з WIRED виявила, що гра була саме тим, що їй потрібно для її психічного здоров'я, і додала, що вона та її колеги знаходять розраду, коли відвідують острови одне одного. Завдяки опціям багатокористувацької онлайн ігри критики також дали можливість грати з друзями під час карантину.
Розширення вмісту для завантаження Happy Home Paradise було добре сприйняте. Ліза Сегарра з Kotaku виявила, що підказки щодо проектування будинків були «захоплюючими» і що вони «виклинули натхнення». Вона виявила, що оновлення привнесло «багато нового життя в гру». Кейт Ґрей з Nintendo Life описала новий вміст як у доповненні, так і в безкоштовному оновленні як такий, який можна порівняти з «великим намазуванням усієї гри». Глибина та кількість нового вмісту були схвалені, а незначні покращення були визнані такими, що «справді варті того, щоб залишитися», хоча остаточність оновлення була піддана критиці.

### Ретроспектива
Завдяки сезонному з'єднанню в New Horizons у режимі реального часу критики та шанувальники неодноразово відгукувалися про гру, коли випускався новий вміст, зазвичай позитивно чи неоднозначно. За даними Vice Media та VentureBeat, приблизно через 6 тижнів після дати випуску, гравці, які грали в гру протягом тривалого часу незабаром після її випуску, як правило, страждали від виснаження та грали значно менше до того часу, як гра була випущена протягом шести тижнів. У Vice Media зазначили, що гра не була розроблена для того, щоб люди грали весь час, а радше була призначена для відволікання, але «пандемія не дає людям особливого вибору»; вони розмірковували про природу серії Animal Crossing і про те, як краще насолоджуватися грою в повільнішому темпі. Джефф Грабб з VentureBeat зміг розпізнати менші перешкоди та повільний ігровий процес, який ставав дедалі розчарованішим, чим більше йому доводилося грати. Незважаючи на це, обидва рецензенти продовжували грати і позитивно дивилися на гру до квітня 2020 року.
Через рік минулі рецензії переглянули Ендрю Вебстер і Брендан Лоурі, які писали для The Verge та iMore відповідно, і обидва висловили схожі думки щодо того, якою стала гра; вони обидва погодилися, що відсутність прогресу острова довше кількох місяців ускладнювало насолоду від повернення, при цьому Брендан висловлював стурбованість відсутністю оновлень таких компонентів, як будівлі та магазини, а у The Verge вважали систему Мілей Нука «запізнілою думкою», а не метою, яку слід шукати. Обидва продовжували насолоджуватися щоденними завданнями, пов'язаними з доглядом за островом, однак обидва посилалися на те, що це дає гравцеві чим зайнятися та трохи відволікає від реального світу. Після випуску оновлення в листопаді 2021 року шанувальники були змусені повністю перезапустити свій острів, щоб відновити враження, як підкреслила Ніколь Карпентер, яка писала для Polygon.

### Продажі
Animal Crossing: New Horizons було продано понад 1,88 мільйона фізичних копій під час запуску в Японії, побивши рекорд Pokémon Sword і Shield за найбільшим дебютом гри Switch у регіоні. За другий тиждень у Японії було продано 720 791 фізичних копій гри, що більше, ніж Animal Crossing: New Leaf за перший тиждень. Станом на 26 квітня 2020 року в Японії було продано 3 895 159 фізичних копій гри. У Північній Америці ця гра стала бестселером березня 2020 року, ставши другою бестселером 2020 року та перевершивши продажі всіх попередніх ігор Animal Crossing за весь період продажів. New Horizons згенерувала третій за величиною відомий обсяг продажів за місяць запуску будь-якої опублікованої Nintendo ігри (оскільки NPD Group почала відстежувати продажі відеоігор з 1995 року), після Super Smash Bros. Ultimate (2018) і Super Smash Bros. Brawl (2008). У Сполученому Королівстві продажі фізичних запусків зросли приблизно вчетверо, ніж New Leaf, що зробило їх найбільшим запуском гри Switch у регіоні. Також було продано втричі більше, ніж друга бестселерна гра, Doom Eternal. У Німеччині New Horizons було продано понад 200 000 копій після кількох днів випуску, за що вона була сертифікована на Platinum Sales Award від німецької торгової асоціації GAME.
Підрозділ Nielsen SuperData Research оцінює, що New Horizons продалася у п'ять мільйонів цифрових копій по всьому світу в березні 2020 року, встановивши новий цифровий рекорд продажів, продавши більше цифрових одиниць за один календарний місяць, ніж будь-яка інша консольна гра в історії. Вона перевищила попередній рекорд, встановлений Call of Duty: Black Ops 4 (2018). Nintendo повідомила, що 11,77 мільйона одиниць було продано протягом 12 днів до 31 березня 2020 року та загалом 13,41 мільйона одиниць через шість тижнів на ринку, що зробило це «найкращим початком для назви на Nintendo Switch» до кінця 2019 фіскального року, а також одна з найбільш продаваних ігор на консолі та бестселер у серії Animal Crossing. Пізніше було продано 22,4 мільйона одиниць по всьому світу за три місяці до червня 2020 року та 26,04 мільйона одиниць за шість місяців до вересня 2020 року.
9 серпня 2020 року було повідомлено, що Animal Crossing: New Horizons стала другою за обсягом продажів грою в Японії, лише після Pokémon Red і Blue. У листопаді 2020 року також повідомлялося, що це була найшвидша гра, яка продала понад шість мільйонів копій у Японії. Це була найбільш продавана гра року в Японії, друга у Великобританії та третя у Сполучених Штатах. Станом на кінець 2020 року гра зібрала 654 мільйони доларів у світових цифрових продажах, що зробило її сьомою найприбутковішою цифровою грою преміум-класу в світі. У січні 2021 року The NPD Group опублікувала список найбільш продаваних ігор 2020 року в США. New Horizons посіла третє місце після Call of Duty: Black Ops: Cold War і Call of Duty: Modern Warfare. Видання виявило, що New Horizons була найбільш продаваною грою Nintendo з точки зору кількості фізичних копій у США після Wii Fit Plus 2010 року. Це також була друга найбільш продавана гра року у фізичних копіях у Сполученому Королівстві після FIFA 21.
До березня 2021 року було продано 32,63 мільйона одиниць гри, що зробило її другою найбільш продаваною грою для Nintendo Switch, поступаючись лише Mario Kart 8 Deluxe. Станом на березень 2021 року гра зібрала приблизно 2 мільярди доларів США за перший рік, що є п'ятим за показником прибутку за перший рік для будь-якої відеоігри. Після оновлення 2.0 у листопаді 2021 року Nintendo показала у фінансовому звіті, що продажі гри досягли 34,85 мільйона проданих одиниць. У звіті за лютий 2022 року було показано, що гру було продано 37,62 мільйона одиниць, що більше, ніж решта ігор Animal Crossing разом узятих. Станом на 30 червня 2022 року загальний тираж сягнув 39,38 мільйонів копій. Станом на 30 вересня 2022 року загальний обсяг продажів досяг 40,17 млн. 9 листопада 2022 року повідомлялося, що Animal Crossing: New Horizons стала найбільш продаваною грою за весь час в Японії.

### Нагороди та номінації
New Horizons отримала численні нагороди; гра перемогла в категоріях «Найкраща гра в Китаї» та «Гра року» на Famitsu Dengeki. Крім того, гра також була номінована на «Гру року», а також як найкращу багатокористувацьку та сімейну гру на The Game Awards 2020, і зрештою перемогла в категорії «Найкраща сімейна гра». На Japan Game Awards 2020 гра була номінована на «Премію міністра економіки, торгівлі та промисловості», а також на «Гру року» та перемогла в обох категоріях. На цьому заході гра отримала «Нагороду за відмінність». New Horizons була номінована в аналогічних категоріях на Golden Joystick Awards 2020 і виграла категорію «Гра року від Nintendo». Гра була номінована на Kids' Choice Awards 2021 як улюблена відеогра. Гра перемогла в категоріях «Game Beyond Entertainment» і «Best Multiplayer» на 2021-ому British Academy Games Awards (BAFTA) і була номінована ще в чотирьох інших категоріях. На Game Developers Choice Awards була номінована на «Найкращий дизайн» разом із «Грою року».
| Рік  | Церемонія нагородження           | Категорія | Результат | Пос.            |
| ---- | -------------------------------- | --- | --------- | --------------- |
| 2020 | Famitsu Dengeki Game Awards 2020 | Best Game in China (укр. Найкраща гра в Китаї)                                                               | Перемога  | [ 118 ] [ 119 ] |
| 2020 | Famitsu Dengeki Game Awards 2020 | Game of the Year (укр. Гра року)                                                                             | Перемога  | [ 118 ] [ 119 ] |
| 2020 | The Game Awards 2020             | Best Family Game (укр. Найкраща сімейна гра)                                                                 | Перемога  | [ 120 ] [ 121 ] |
| 2020 | The Game Awards 2020             | Best Multiplayer Game (укр. Найкраща багато- користувацька гра)                                              | Номінація | [ 120 ] [ 121 ] |
| 2020 | The Game Awards 2020             | Game of the Year (укр. Гра року)                                                                             | Номінація | [ 120 ] [ 121 ] |
| 2020 | Japan Game Awards                | Minister of Economy, Trade, and Industry Award (укр. Нагорода Міністра економіки, торгівлі та промисловості) | Перемога  | [ 122 ]         |
| 2020 | Japan Game Awards                | Award for Excellence (укр. Нагорода за досконалість)                                                         | Перемога  | [ 122 ]         |
| 2020 | Japan Game Awards                | Game of the Year (укр. Гра року)                                                                             | Перемога  | [ 122 ]         |
| 2020 | Golden Joystick Awards           | Nintendo Game of the Year (укр. Гра року від Nintendo)                                                       | Перемога  | [ 122 ]         |
| 2020 | Golden Joystick Awards           | Best Game Community (укр. Найкраща ігрова спільнота)                                                         | Номінація | [ 122 ]         |
| 2020 | Golden Joystick Awards           | Best Family Game (укр. Найкраща сімейна гра)                                                                 | Номінація | [ 122 ]         |
| 2020 | Golden Joystick Awards           | Best Multiplayer Game (укр. Найкраща багато- корисутвацька гра)                                              | Номінація | [ 122 ]         |
| 2021 | Kids' Choice Awards              | Favorite Video Game (укр. Улюблена відеогра)                                                                 | Номінація | [ 123 ]         |
| 2021 | British Academy Games Awards     | Best Game (укр. Найкраща гра)                                                                                | Номінація | [ 124 ]         |
| 2021 | British Academy Games Awards     | Family (укр. Сім'я)                                                                                          | Номінація | [ 124 ]         |
| 2021 | British Academy Games Awards     | Game Beyond Entertainment (укр. Гра поза розвагою)                                                           | Перемога  | [ 124 ]         |
| 2021 | British Academy Games Awards     | Game Design (укр. Ігровий дизайн)                                                                            | Номінація | [ 124 ]         |
| 2021 | British Academy Games Awards     | Multiplayer (укр. Мультиплеєр)                                                                               | Перемога  | [ 124 ]         |
| 2021 | British Academy Games Awards     | EE Game of the Year (укр. Гра року)                                                                          | Номінація | [ 124 ]         |
| 2021 | Game Developers Choice Awards    | Game of the Year (укр. Гра року)                                                                             | Номінація | [ 125 ]         |
| 2021 | Game Developers Choice Awards    | Best Design (укр. Найкращий дизайн)                                                                          | Номінація | [ 125 ]         |
| 2022 | 25th Annual D.I.C.E. Awards      | Family Game of the Year (Happy Home Paradise) (укр. Сімейна гра року)                                        | Номінація | [ 126 ]         |

## Вплив і спадщина
Рецензенти та інформаційні організації підкреслювали відчуття ескапізму в грі, на відміну від пандемії COVID-19, як причину її успіху. У коментарі NBC News було заявлено: «New Horizons — це те, що нам потрібно відволікти від коронавірусу» в період широкого соціального дистанціювання та наказів залишатися вдома». Імад Хан з The New York Times назвав гру «феноменом» і заявив, що «в умовах пандемії ця шалено популярна гра є вигадкою в зручний час, особливо для міленіалів». Деякі люди використовували гру різними способами для бізнесу та\або спілкування. У грі проводилися похорони, весілля та випускні, навіть з'явилося ток-шоу під назвою Animal Talking. Акваріум Монтерей-Бей, Каліфорнія, під час пандемії COVID-19 регулярно проводив прямі трансляції у New Horizons. На початку січня 2021 року Twitter повідомив, що Animal Crossing: New Horizons була грою, про яку найчастіше твіти 2020 року.
Президентська кампанія Джо Байдена 2020 випустила офіційні цифрові таблички для використання в грі, якими гравці могли прикрасити свої острови. Гру також використовували активісти демократії в Гонконгу, зокрема Джошуа Вонг, як платформу для віртуального протесту. У відповідь гру було видалено з онлайн-магазинів Китаю, таких як Taobao, де вона була доступна на сірому ринку. 19 листопада 2020 року Nintendo оголосила про новий набір інструкцій щодо використання гри, включаючи заборону на її використання для політичної діяльності.
У березні 2021 року National Videogame Museum у Великій Британії вів записи про гру та її вплив під час пандемії COVID-19 під назвою «Щоденники Animal Crossing». Записи містять візуальні матеріали, аудіо та інтерв'ю гравців протягом 2020 року, які відстежували їхній прогрес і розмірковували про свій досвід і про те, як це вплинуло на них. За словами Лекса Робертса, куратора, мета полягала в тому, щоб охопити те, що зробило гру такою популярною, а також її культурний вплив, для гравців, яким сподобалася гра після врегулювання обмежень COVID-19. Фонд Есмі Фейрберн попросив їх «збирати історію, як це відбувається», і вони були профінансовані благодійною організацією для цього. Вебсайт із записами був відкритий у вересні 2021 року та охоплювався 18 місяців після випуску гри.

### Пов'язані ЗМІ
Додаткова серія манги Atsumare Dōbutsu no Mori: Nonbiri Shima Dayori (あつまれ どうぶつの森〜のんびり島だより〜) почала серіалізацію в журналі манги Ciao 28 грудня 2019 року. Сюжет написаний та проілюстрований Мінорі Като, і розповідає про жительку села на ім'я Хана, яка переїжджає на незаселений острів. Інша серія манги, Atsumare Dōbutsu no Mori: Nonbiri Shima Diary, була представлена у випуску CoroCoro Comics за червень 2020 року. Перший том був опублікований англійською як Animal Crossing: New Horizons — Deserted Island Diary 14 вересня 2021 року Viz Media.
15 жовтня 2019 року на японському вебсайті гри розпочато серіалізацію Nook Tails, серії коміксів від Чо Ханайо з Томом Нуком, Тіммі та Томмі. Англомовний переклад серії був опублікований в англійському акаунті гри в Twitter, починаючи з 4 березня 2020 року. В Японії випущено кілька путівників, деякі з яких мають понад 1000 сторінок. Ці посібники були дуже популярні в країні, з великими чергами і спонуканням до масового перепродажу в Інтернеті.
У січні 2021 року ColourPop випустила колекцію макіяжу, натхненну персонажами гри. У березні 2021 року Build-A-Bear Workshop анонсувала колекцію плюшевих іграшок Animal Crossing: New Horizons.
Nintendo оголосила про проведення акваріумного туру по всій території США, який розпочнеться 14 червня 2024 року і триватиме до 28 лютого 2025 року. Відвідувачам акваріумів будуть доступні фотозони, стенди з персонажами та багато іншого.